# Numancia (1987)
Numancia (F-83) – hiszpańska fregata rakietowa, trzecia jednostka typu Santa María.

## Skrócony opis
Numancia (F-83) jest trzecim okrętem z serii hiszpańskich fregat rakietowych Santa María, będących lokalnym, licencyjnym rozwinięciem okrętów typu Oliver Hazard Perry (OHP). Budowę okrętu rozpoczęto 8 stycznia 1986 roku. Jednostkę zwodowano 29 stycznia 1987, zaś uroczyste wprowadzenie fregaty do służby odbyło się 17 listopada 1989.
Okręt ten, tak jak inne jednostki tej serii, w stosunku do fregat OHP posiadają większą szerokość oraz wyporność, co pozwala na łatwiejszą implementację ewentualnych przyszłych modernizacji i przezbrojeń. Okręt posiada dodatkowo radar dozoru nawodnego i powietrznego RAN-12L. Okręty tego typu posiadają także inne zespoły prądotwórcze, systemy walki elektronicznej, stację hydrolokacyjną oraz lokalny system CIWS Meroka Mod. 2B.